# گله‌داری خجسته
گله‌داری خجسته یک منطقهٔ مسکونی در ایران است که در دهستان بالاده واقع شده‌است.